# Lynnville (Indiana)
Lynnville è un comune degli Stati Uniti d'America, situato nello Stato dell'Indiana, nella contea di Warrick.